# Liste des seigneurs d'Ardres
Les seigneurs d'Ardres proviennent d'une famille noble de l'Ardrésis (Pas-de-Calais). Descendants d'Adèle de Selvesse, ils sont connus du Xe ou du XIe au XIVe siècle en tant que seigneurs d'Ardres, Ardres constituant une des douze baronnies ou paieries du comté de Guînes. Ils réussissent à constituer une puissance locale capable de rivaliser avec leurs suzerains les comtes de Guînes, avec lesquels ils ont de nombreux démêlés souvent conflictuels, narrés notamment dans la chronique de Lambert d'Ardres. Les seigneurs d'Ardres accompagnent Guillaume le Conquérant dans son expédition victorieuse en Angleterre, participent aux croisades et font partie de l'entourage des comtes de Flandre. Ils finissent par disparaître à la suite du mariage de la dernière héritière avec un comte de Guînes, Ardres devenant une des possessions de ce dernier. Dans les siècles suivants, la ville d'Ardres connait plusieurs vicissitudes jusqu'à ce qu'elle soit le siège d'une forteresse et/ou d'un bailliage pour le compte du roi de France. Dès lors, même si quelques personnages de l'histoire s'identifièrent sous le nom d'Ardres, sans qu'il y ait de lien avéré avec la famille des origines, ils n'ont plus l'éclat de leurs brillants prédécesseurs, leur rôle étant éclipsé par celui des baillis d'Ardres.

## Armes

Les armes des seigneurs d'Ardres varient selon les auteurs : soit « d'argent à l'aigle éployée (bicéphale) de sable », soit l'aigle « becquée et membrée de gueules ». L'explication peut résider en une variation de ces armes dans le temps.

## AdèleIrede Selvesse
Adèle Ire de Selvesse ou de Selnesse Ire est la fondatrice d'Ardres au Xe ou XIe siècle. Riche orpheline, possédant de nombreux fiefs dans plusieurs lieux comme Peuplingues, l'église de Bonningues, celle de Suaveque (Zouafques), des terres à Hondschoote, données par l'abbaye Saint-Vaast à un de ses prédecesseurs qui lors d'un duel avait préservé une terre de l'abbaye. Poursuivie par le comte de Guînes, Eustache Ier de Guînes, son voisin et suzerain, qui veut la marier à un de ses familiers, elle se tourne vers son oncle Frameric ou Framericus, évêque de Thérouanne, pour trouver de l'aide. L'évêque et sa nièce utilisent un stratagème afin d'éviter de dire non au comte : Adèle donne tous ses biens à son oncle et devient ainsi sa vassale et sa protégée. Framericus la marie alors à un seigneur ayant suffisamment d'autorité et de puissance pour résister au comte de Guînes. Son choix se porte sur un gentilhomme, vaillant et renommé chevalier, du pays de Furnes, paraissant être le premier de la noblesse de Furnes, nommé Herebert ou Herred ou Herard, surnommé Crangroc, ce qui signifierait habit retourné, surnom hérité d'un jour où il parut en public avec un habit mis à l'envers, (selon certains pour le diminuer, ce qui est réfuté par Lambert d'Ardres, serait natif de Peuplingues, avare au point de mener lui-même la charrue pour limiter la dépense, et tournant et retournant ses vêtements, d'où son surnom,). Afin de rendre Herred attentionné à son église, Framericus dote le couple de plusieurs terres dont le village de Clerques, Comecques, (Coyecques?) Brulinghen, Bochout près d'Aquinnes. Il leur donne encore le village de Helbodeshen près de Longuilliers (Longvilliers ?) avec d'autres terres en Boulonnais. Adèle et son mari s'installent à Selvesse et finissent par se concilier les bonnes grâces du comte de Guînes. Herred devient pair et baron de l'église des Morins (diocèse de Thérouanne), titre ayant pour contrepartie que lui et ses successeurs, conjointement avec les autres pairs chargés de cette action, portent l'évêque nouvellement élu depuis le lieu de son élection jusqu'à son siège épiscopal,. Dans les domaines d'Adèle existe une prairie où les personnes de la région prennent l'habitude de se retrouver pour se divertir et boire de la cervoise. Adèle et son mari laissent des maisons se construire autour du cabaret et le lieu devient progressivement un bourg important : Ardres dont la signification serait pâturage ou prairie en souvenir de cette origine. Erred décède avant d'avoir pu réaliser son projet de transférer à Ardres leur château de résidence.
Sur les conseils de l'évêque et de ses parents et amis, Adèle se remarie à Elbodon, frère du châtelain de Bergues, et fonde la dynastie des seigneurs d'Ardres. Elbodon aurait aménagé le site d'Ardres pour y édifier un premier château, un étang, un moulin, une chaussée menant à l'église d'Ardres à travers le marais, nœuvre toutefois inachevée du fait de la mort d'Adèle. Adèle est enterrée dans le cimetière entourant l'église Saint-Omer d'Ardres comme son mari qui lui survécut de nombreuses années. Adèle aurait eu des enfants des deux lits, mais un seul fils lui est connu Arnoul ou Arnould :
- Adèle II de Selvesse, née du premier lit, dame d'Ardres, épouse Eustache, seigneur et baron de Fiennes, (dénomination ancienne : Filnes, Fielnes, Fienles[9]), une des douze baronnies du comté de Guînes[10],[6].
- Adelis ou Aélis d'Ardres, née du premier lit, se marie avec Robert d'Alembon, dit Putepelice, fils de Guy I d'Alembon, seigneur d'Alembon, baronnie de Guînes (voir seigneurs d'Alembon).
- Arnould I d'Ardres qui suit.

## Seigneurs d'Ardres

### ArnouldIerd'Ardres (mort en 1093-1094)
Arnould Ier d'Ardres, né du second lit, dit l'Avoué,  seigneur d'Ardres de 1049 à 1093-1094, développe son fief d'Ardres. Dès sa jeunesse, Arnould voyage beaucoup et acquiert une grande réputation lors des joutes, tournois et autres exercices d'armes. Il doit affronter les revendications des deux gendres de sa mère. Le seigneur d'Alembon renonce assez vite mais pas celui de Fiennes. Arnould II fait capter les sources qui forment un marais au pied de la colline d'Ardres, y établit deux écluses de façon à former une motte solide qu'il fortifie et fait installer un moulin. Selon la légende, il possède une pierre précieuse qui a la vertu de procurer le bonheur. Il fait ensuite démolir le château de Selnesse et le fait transporter pierre par pierre à Ardres où il est rebâti. Arnould acquiert ainsi le titre de seigneur d'Ardres, Son surnom d'avoué vient du fait que les moines de l'abbaye de Saint-Bertin de Saint-Omer l'établissent avoué, protecteur et administrateur de leurs biens dans le comté de Guînes.
Il assiste en 1065, à la cour du roi, à la passation d'une charte de Philippe Ier, roi de France, expédiée à Corbie, en faveur de l'abbaye d'Hasnon.
Eustache, comte de Boulogne, (Eustache II de Boulogne), considérant sa réputation, le nomme sénéchal du Boulonnais et fait de lui son justicier et bailli sur toutes ses terres. Arnould s'acquitte dignement de ces tâches et reçoit en récompense les seigneuries d'Hénin-Liétard et de l'Écluse près de Douai. Eustache, seigneur de Hénin et Baudouin de l'Écluse lui rendent hommage et lui promettent de lui rendre les services et devoirs qu'ils rendaient au comte de Boulogne. De nouveau, il se montre à la hauteur, ce qui amène des habitants de ces lieux à venir à Ardres auprès de lui. Après avoir fortifié le château d'Ardres, Arnould I fait également fortifier la ville que Baudouin Ier de Guînes, comte de Guînes lui cède et qui, contre un don d'argent, un plein boisseau, fait par Arnould, est érigée en ville franche, malgré sa pette étendue. Arnould fait des seigneuries dépendant de sa terre, en 1070, douze pairies ou baronnies, les pairs d'Ardres, (Alembon, Andres, Fiennes, Hames, Hermelinghen, hameau de Courtebourne sur la commune actuelle de Licques, Balinghem, Audinghen…), et crée un marché tenu tous les jeudis dans la ville. Il nomme à Ardres des échevins pour juger les différends entre les bourgeois et le peuple, conformément à la juridiction des échevins de Saint-Omer. Avec le consentement de Drogon ou Dreux, évêque de Thérouanne, par lettres datant de 1069, pour accroître la renommée de la ville, il fonde une église collégiale à Ardres où il installe dix prébendes pour dix chanoines, auxquels il donne pour leur entretien, des terres, l'autel d'Ardres avec ses dépendances, et notamment la dîme de Ferlinghem (commune actuelle de Brêmes), les églises de Bonningues et de Zouafques. Il reçoit en 1070, du clergé de Thérouanne, à la demande De Drogon, des biens situées à Walaines et Popelinghem (probablement Peuplingues). À côté de l'église primitive, en 1073, il fait en outre construire, sur la place du marché, une grande église en l'honneur de Marie (mère de Jésus) et de Audomar de Thérouanne, connu sous le nom de saint Omer, où il transfère les chanoines avec tous les ornements qu'il leur avait donnés et enrichit celle-ci de reliques reçues de l'abbaye de Saint-Bertin. Il ordonne qu'à l'avenir les chanoines célèbreront dans la nouvelle église l'office divin comme en sa propre chapelle. La première église , vulgairement appelée du cimetière, est laissée à un prêtre chargé en particulier de dire la messe en l'honneur des trépassés. En 1080, il est l'un des témoins, avec Baudouin Ier  d'Alost, seigneur du comté d'Alost, à une charte passée à Messines par Robert le Frison en faveur de l'abbaye de Messines. On lui attribue également la création en 1086 de l'hôpital d'Ardres sous le vocable de Saint-Nicolas,. Gosselin, son châtelain d'Ardres, assiste à la création de l'abbaye Saint-Médard d'Andres en 1080 (ou 1084). Arnould assiste à l'enterrement d'Adèle Chrétienne de Hollande, épouse de Baudouin Ier de Guînes, dans l'abbaye Saint-Médard d'Andres.
À la fin de sa vie, il se brouille avec Baudouin Ier de Guînes, son suzerain en refusant de le reconnaître comme tel, et, après plusieurs affrontements, porte son hommage au comte de Flandre Robert Ier de Flandre qui vient le secourir et faire lever le siège d'Ardres mené par Baudouin. Il reçoit en retour de cet hommage le titre héréditaire de pair de Flandre, avec les avantages et honneurs associés à ce titre, les pairs ou barons de Flandre sont douze, et le droit de recevoir pendant un an les bannis de Flandre sur son domaine à condition qu'ils ne tentent rien contre le comte ou la comtesse son épouse, nouvelle occasion de s'enrichir par ce que ces bannis pouvaient lui laisser en reconnaissance. Il meurt en 1093 ou 1094 à l'abbaye de Saint-Bertin où il s'était fait porter au moment de sa dernière maladie et où il avait pris l'habit religieux. Il est enterré dans le cloître du monastère,.
Arnould Ier épouse, en 1067, sur les conseils d'Eustache II de Boulogne, Mathilde ou Mahaut de Marquise, fille de Geoffroi, seigneur de Marquise, morte en couches et enterrée à Ardres. Puis il se marie avec Clémence de Saint-Pol, veuve d'Hugues Ier de Campdavaine, comte de Saint-Pol, tandis que ses fils aînés accompagnent Guillaume le Conquérant dans sa conquête de l'Angleterre, et en reçoivent en récompense de nombreuses terres. Devenu tuteur des enfants mineurs du comte de Saint-Pol, portant le titre de comte, Arnould, conscient qu' Ardres constitue son seul bien, aurait mis à profit ce mariage pour faire transporter à Ardres tout ce qu'il pouvait licitement emporter du comté de Saint-Pol-sur-Ternoise. Après la mort de Clémence, enterrée en l'église de Saint-Pol-sur-Ternoise, en 1078, il se détourne totalement de ce comté,. Arnould Ier a eu trois enfants du premier lit puis quatre du second :
- Arnould II d'Ardres, du premier lit, qui suit.
- Geoffroi d'Ardres, du premier lit, fait partie de l'expédition de Guillaume le Conquérant, reçoit de son frère Arnould II la terre de Marquise, reçue de leur mère, en échange de ses biens d'Angleterre donnés par Guillaume en récompense de ses services. Sa descendance prendra le nom de Marquise où elle va prospérer[23]. Son petit-fils Bauduin de Marquise, d'Engoudessen et de Cayeu épousera Adeline de Guînes, sa parente au 3e degré, fille de Chrétienne d'Ardres et de Baudouin II de Guînes (voir ci-dessous).
- Simon d'Ardres, du premier lit, mort peu de temps après sa mère décédée en couches.
- Ermentrude D'Ardres, du second lit, mariée au seigneur de Norhout.
- Jocaste, du second lit, également appelée Ivisie[24], d'Ardres, épouse Étienne de Brunenberg.
- Emme d'Ardres, du second lit, se marie avec Jean de Bellebrone, dit le Vieil[25], en Boulonnais.
- Hellewide d'Ardres, du second lit, alliée à Hemfroy d'Ordres, ancienne baronnie du Boulonnais[26].

Arnould I d'Ardres a eu plusieurs enfants naturels.
1. Raoul d'Ardres, chanoine de Saint-Omer puis d'Ardres, né d'une jolie fille de Saint-Omer. Son père lui donne la seconde prébende du collège de chanoines qu'il avait fondé à Ardres. Raoul eut lui-même plusieurs descendants.Son fils aîné également nommé Raoul fut un vaillant chevalier qui, avec l'aide de Renaud de Saint-Valéry, et son cousin Philippe, enfant illégitime d'Arnould II d'Ardres, molesta un temps les gens d'Ardres. Après quelques courses et butins, il finit par se réconcilier avec eux[24].
2. Eustache d'Ardres également chanoine à Ardres[24].
3. Gautier d'Ardres, surnommé le Chevalier, qu eut pour fils Raolin, dit Du Bois[24].
4. Éve d'Ardres, sans autre renseignement.
5. Alix ou Adèle d'Ardres, mère de Lambert d'Ardres le célèbre chroniqueur selon M. Prevost[13]. Pour Andre du Chesne, Adèle a été la mère de Gautier de Cluse, qui raconta devant Arnould de Guînes, fils du comte Baudouin II de Guînes et futur Arnould II de Guînes, l'histoire des seigneurs d'Ardres, ancêtres maternels d'Arnould II de Guînes, de même que Lmabert d'Ardres l'a fait par écrit[24].
6. Libert d'Ardres, en gendré à Boquerdes, a été père de Dreux dit Bothet, lui- même père d'Eustache Bothet, dont le fils William Bothet épousa Agnès, fille de Guillaume de Collewide[27].

### ArnouldIId'Ardres (mort en 1138)
Arnould II d'Ardres, fils aîné du précédent, dit l'Ancien ou le Vieil, est seigneur d'Ardres de 1094 à 1138 (on dit également 1117). Le jeune Arnould II est introduit par Eustache, comte de Boulogne, auprès de Guillaume le Conquérant, l'accompagne dans son expédition d'Angleterre et y montre sa valeur. Il demeure en Angleterre de nombreuses années; nommé chef de la gendarmerie, il y reçoit de nombreuses terres. Rentré à Ardres, il recueille l'héritage paternel et laisse à son frère Geoffroi d'Ardres la terre de Marquise contre les biens de Geoffroi en Angleterre. Il doit alors amener à raison les seigneurs Eustache de Hénin, et Baudouin de l'Écluse qui refusent de lui rendre leurs devoirs, et se retirent auprès de Robert II de Flandre pour relever de lui leurs terres. En représailles, il prive de tous droits de franchise et réduit à l'état de serfs les personnes venues de ces lieux en sa ville d'Ardres.
En 1094, il aurait succédé à son père en tant que sénéchal du Boulonnais. En 1097, il fait partie des témoins d'une charte donnée par Manassès Ier de Guînes en faveur de l'abbaye Saint-Médard d'Andres.
Arnould II, grand amateur de joutes et de tournois, brille dans les exercices militaires. Selon Lambert d'Ardres, il participe à la première croisade en 1096, y accompagne Robert II de Flandre et se distingue au siège d'Antioche. Au retour de la croisade, il souscrit plusieurs chartes au profit de l'abbaye Saint-Médard d'Andres où il est dénommé en 1110 « Arnoul d'Ardres le flamen », en raison de son aïeul Elbodon né en Flandre ou du fait que son père s'était rendu vassal du comte de Flandre.
Il a des différends avec les seigneurs voisins de Balinghem, de Fiennes, ces derniers reprenant les contestations déjà faites vis-à-vis d'Arnould Ier, à propos de la succession d'Ardres. Ils font de fréquentes courses et ravages sur les sujets d'Arnould II. Celui-ci les affronte plusieurs fois jusqu'à ce que les parties acceptent de passer un accord. Il affronte également le comte de Guînes Manassès , son véritable suzerain qu'il refuse de reconnaître comme tel. Manassès mène une guerre dure, contraint Arnould à se replier dans son donjon, brûle les maisons, l'église. Arnould réussit une sortie, repousse les gens de Guînes et les poursuit jusque dans leur ville. Une trêve est signée et Arnould en profite pour réparer et renforcer les fortifications de sa ville, faisant en sorte que les maisons de la ville et la campagne proche soient protégées par la forteresse, renforcée de tours, de machines de guerre, entourée de grandes haies et buissons.
En décembre 1127, Manassès, comte de Guînes, souscrit une charte, donnée au château de Tournehem, en présence d'Arnoul  par laquelle il déclare que Guy d'Alembon renonce au droit de comté ou de justice qu'il avait sur les hôtes de Saint-Bertin à Audenfort, Clarques, Sainghem et Atecloke.
Arnould II fait fortifier le village de Ferlinghem (actuelle commune de Brêmes), complète et améliore les défenses d'Ardres, et fait construire à l'intérieur du château d'Ardres une grande maison, pouvant rivaliser par son ampleur avec les plus belles maisons de Flandre avec une chapelle édifiée au lieu le plus haut, un grand nombre de pièces, cabinets, greniers, celliers, par un architecte, dénommé Louis de Bourbourg, venu de Bourbourg.
Les chroniqueurs ont mis l'accent sur sa dureté. Il aurait ramené d'un de ses séjours en Angleterre auprès du roi un ours de taille peu commune. Ses sujets appréciant de voir le spectacle de l'ours combattant avec des chiens offrent un pain de chaque fournée se cuisant dans les fours de la ville pour voir régulièrement le spectacle, notamment les jours de fête. Ce pain continuera d'être exigé par Arnould même après la mort de l'ours, on l'appellera le pain d'angoisse, ou encore le fournage de l'ours.
Il épouse Gertrude d'Alost, sœur de Baudouin II de Gand dit le Gros, seigneur d'Alost, à la suite d'un tournoi où Arnould II s'illustre particulièrement. Elle reçoit en dot de son frère des terres dans la châtellenie de Bruges. Le retour à Ardres donne lieu à une réception solennelle par le peuple et le clergé, puis les noces sont célébrées avec de nombreuses réjouissances.
Gertrude se montre aussi dure, qu'elle avait fière allure, que son mari. Blâmée pour son avarice, voulant augmenter son troupeau, elle se fait remettre un agneau par chacun de ses sujets. Une femme n'ayant rien que sept enfants et pas les moyens de les nourrir, propose d'en donner un pour qu'il soit nourri et élevé. Les gens de Gertrude ne le prirent pas, mais Gertrude se le fait remettre. Elle le fait nourrir et élever mais une fois adulte, elle le réduit en servage ainsi que toute sa descendance. De même, réduit-elle en servage des hommes libres ainsi que leurs enfants l'ayant accompagnée pour la servir jusqu'à ce que son fils Baudouin les affranchisse en les remettant à l'abbé de l'abbaye Notre-Dame-la-Capelle, sur la paroisse actuelle de Les Attaques, à charge qu'eux et leurs descendants paient aux abbés du lieu chacun un denier de cens par an et 4 aux jours de leur noce et trépas.
Affligée de la mort de son fils Manassès, Gertrude tombe malade et meurt. Arnould la suit peu de temps après en 1138. Les deux sont enterrés dans l'église d'Ardres,.

#### Descendance
Arnould II aura une nombreuse descendance, sept enfants légitimes et plusieurs illégitimes :
- Arnould succède à son père sous le nom d'Arnould III d'Ardres.
- Manassès d'Ardres, nommé et qualifié fils d'Arnould dans une charte de l'abbaye d'Andres, sera tué en Palestine et meurt avant son père[29].
- Baudouin d'Ardres sera seigneur d'Ardres après son frère aîné.
- Hugues d'Ardres fut mis religieux par son père en l'abbaye de Saint-Bertin, père qui donna pour son entretien la terre de Rodelinghem en la seigneurie d'Ardres, don confirmé par Baudouin VII de Flandre, comte de Flandre en 1117.
- Agnès d'Ardres, fille aînée, épouse Francon de Varneselle (sans doute Vormezeele). Elle en eut plusieurs fils et filles dont l'aîné Baudouin succèda à son père. Après la mort de sa mère, d'Arnould III et de Baudouin d'Ardres, il prétendit être l'héritier de la seigneurie d'Ardres. Il accepta cependant de reconnaitre  qu'Adeline d'Ardres, sœur d'Arnould III et de Baudouin était une héritière plus légitime contre une somme d'argent
- Adeline ou Adelvie d'Ardres sera dame d'Ardres après ses deux frères, morts sans descendance légitime. Elle épouse Arnoul de Markènes (Marck) dit de Colewide (situé sur Pihen-les-Guînes), qui sera le futur Arnould IV d'Ardres.
- Alaise d'Ardres, restera sans alliance. Elle vécut au village de Welenes près de Tournehem. Son beau-frère Arnould de Marck assurera sa subsistance[13],[34].

Arnould II eut plusieurs enfants illégitimes dont trois nés en Angleterre à l'époque où il accompagnait Guillaume le Conquérant, deux d'entre eux , Élinant et Guillaume, méritèrent par leur valeur d'être faits chevaliers, le 3e mourut en Outremer, converti à l'Islam pendant une captivité. Un de ses enfants illégitimes, Philippe d'Ardres, fut lui aussi réputé pour son habileté aux armes. Il fit la guerre aux enfants légitimes de son père en leur enlevant de grands butins en raison de leur refus de le reconnaitre comme parent de leur seigneur.

### ArnouldIIId'Ardres
Arnould III d'Ardres, dit le Jeune pour le distinguer de son père ou le Roux en raison de la couleur de ses cheveux, succède à son père en 1138. Il a fière allure, une noble extraction, et une opulence certaine. Il acquiert une grande réputation pour ses vertus guerrières qui le font admirer au-dessus de tous les chevaliers du comté de Guînes, bien au-delà des limites de ce dernier. Cette réputation explique peut-être l'attitude d'Eustache, seigneur d'Hénin : Arnould le rencontre à la cour du comte de Flandre Thierry d'Alsace et le provoque en duel, Eustache avait négligé de rendre l'hommage dû aux seigneurs d'Ardres et avait repris sa terre grâce au comte de Flandre. Malgré ce soutien, Eustache préfère fuir. Arnould le rencontre de nouveau à Boulogne, en présence du comte de Boulogne et le provoque derechef. Eustache fuit à nouveau.
Arnould III était d'une haute taille ou stature, dit beau de visage, renommé en maniement des armes, opulent en biens et d'illustre extraction.
Arnould instaure une commune à Ardres, qui dispose dès lors d'échevins et d'une certaine autonomie communale, sur le modèle de celle de Saint-Omer elle-même accordée par Thierry d'Alsace, comte de Flandre.
Il fait partie de l'entourage d'Arnould Ier de Guînes lorsque, vers 1145, celui-ci agit en faveur de l'abbaye de Clairmarais.
Arnould III se montre aussi magnifique, voire prodigue, pour l'organisation de tournois et combats qu'il se révèle intransigeant et inhumain pour la perception de ses droits et revenus. Cette trop grande rigueur lui vaut une réputation d'avarice et la haine de certains de ses sujets. Il est tué le jour des Saints Innocents, a priori donc un 28 décembre, alors qu'il se rend dans un bois dans l'intention de surprendre un bûcheron en défaut, mais il s'agissait en réalité d'un guet-apens, tendu par les gens de sa propre maison,.
Il avait épousé Pétronille ou Perenelle de Bouchain, dont on dit qu'elle était encore une enfant, qu'elle était « une dame simple, craignant Dieu » dont il n'eut pas d'enfants (on dit aussi qu'il en eut un fils Robert mort jeune). Le mariage aurait été arrangé par le comte de Flandre Thierry d'Alsace, Pétronille ou Pérenelle étant la nièce de celui-ci, Thierry souhaitant ainsi marquer l'estime qu'il avait pour Arnould III. Pétronille sut se gagner par la douceur de ses mœurs l'affection des sujets de son époux.
Mort sans héritier, son frère Baudouin lui succède. Le corps d'Arnould III est enterré à Brêmes, dans la chapelle construite par les religieux de l'abbaye de la Capelle. Arnould IV ci-dessous le fera rapporter en l'église d'Ardres.
Arnould III eut deux enfants illégitimes, nés avant son mariage. Un fils Robert, né d'une fille de Herchen, nommée Helvide, se marie avec Mahaut noble et riche dame de Colsberg (Colembert). Nait de ce couple Arnould d'Ardres marié à Chrétienne, fille de Lambert d'Ardres, dont postérité. Une fille Mabille dite La Rousse, née d'une fille d'Ardres, épousa Jean d'Oudeland près de Licques dont postérité.

### BaudouinIerd'Ardres (mort en 1146)
Avant l'accès à la seigneurie d'Ardres, il assiste en 1136 au don fait par Eustache de Bavelinghem (Balinghem) à l'abbaye Saint-Médard d'Andres.
Également fils d'Arnould II, Baudouin Ier succède à son frère Arnould III. Depuis environ un siècle, il est le premier seigneur d'Ardres à accepter de rendre hommage au comte de Guînes, et met ainsi fin à un siècle d'affrontements ouverts ou larvés entre les deux puissances.
Il joue d'abord un rôle dans la difficile succession de Manassès Ier de Guînes au comté de Guînes : Manassès ne laisse que deux filles dont Sibylle de Guînes, épouse d'Henri Ier châtelain de Bourbourg (famille de Bourbourg). Leur fille Béatrix de Bourbourg, héritière légitime de Manassès, s'est mariée à Albert ou Albéric le Sanglier lequel affronte pour le comté de Guînes, Arnould de Gand, le futur Arnould Ier de Guînes, fils d'une sœur de Manassès. Baudouin soutient d'abord Arnould de Gand. Baudouin se trouve à Guînes en compagnie de ce dernier, lorsqu'il apprend la mort de son frère Arnould III d'Ardres. Arnould de Gand l'accompagne jusqu'à Ardres où il lui fait ouvrir les portes de la ville et du château. Baudouin organise l'enterrement de son frère Arnould III et négocie avec sa veuve Pétronille de Bouchain la composition du douaire de celle-ci. Il rend hommage au comte de Guînes et au comte de Flandre et s'assure ainsi un avenir paisible à la tête de sa seigneurie. Puis Baudouin accompagne Arnould de Gand dans le siège d'Audruicq où s'étaient enfermés Henri de Bourbourg et Arnould de Hames, chargé par Albert le Sanglier de défendre ses intérêts.
En 1142, il donne l'église de Saint-Omer d'Ardres et d'autres biens aux religieux de Notre Dame de la Chapelle en Artois pour la fondation d'un monastère de l'ordre de Saint-Benoît, l'abbaye de la Capelle, située sur la commune actuelle de Les Attaques.
Baudouin est gravement blessé à la tête lors du siège suivant mené par Arnould de Gand, celui d'Aumerval, près d'Audruicq, au pays de Bredenarde, où s'était réfugié Henri de Bourburg.
Rentré à Ardres, ramené par Arnould de Gand, en 1143 ou début 1144, il reconduit les droits de la prévôté et des chanoines d'Ardres en présence de l'évêque de Thérouanne Milon Ier et de nombreuses personnalités dont les abbés des abbayes proches (Saint-Bertin, Andres, Licques...) et des seigneurs voisins, dont son beau-frère Arnould, vicomte de Marck. Arnoul dit Goël, seigneur de Surques, nommé par Baudouin, châtelain d'Ardres, et son bailli et prévôt pour ses affaires, signe cette charte de Baudouin en faveur des chanoines d'Ardres en 1144 ainsi que Walon d'Ardres. Baudouin fait ensuite immédiatement une dotation à perpétuité aux moines de l'abbaye de Notre-Dame de La Capelle, en faveur de Thierry abbé et de ses successeurs, par acte passé en l'église de Saint-Omer d'Ardres et approuvé lors d'un synode tenu à Thérouanne en 1144. Cette dotation consiste en l'ancienne collégiale de la nouvelle église, dénommée depuis le prieuré d'Ardres ou le prieuré de Notre-Dame d'Ardres.
Sur les conseils de Thierry, abbé de l'abbaye de La Capelle, il se rapproche d'Henri, châtelain de Bourbourg, contre Arnould de Gand, réprouvé pour sa violence. Puis Henri ayant provoqué le divorce de sa fille Béatrix, il épouse celle-ci, et devient de ce fait comte de Guînes. L'union est de courte durée, Béatrix, de santé fragile, meurt peu de temps après. Elle est inhumée dans l'abbaye de La Capelle. Baudouin vend à cette dernière un moulin et les terres adjacentes pour s'acquitter de dettes qu'il avait contractées. La mort de Béatrix amène Baudouin, qui n'a plus de légitimité à revendiquer le comté de Guînes, à transiger avec Arnould de Gand qui devient ainsi comte de Guînes.
Il affranchit les personnes libres ayant accompagné sa mère lors de son mariage et asservis par cette dernière (voir ci-dessus). En 1145, le comte de Flandre Thierry d'Alsace déclare que Baudouin a renoncé en faveur du chapitre de Thérouanne à ses droits sur quelques biens situés à Popelinghem (sans doute Peuplingues). En mai 1146, il accompagne avec quelques chevaliers Thierry comte de Flandre et le roi de France Louis VII le Jeune en croisade (deuxième croisade) en confiant sa seigneurie à Arnoul dit Goël, seigneur de Surques. déjà rencontré. Baudouin meurt, dans des circonstances non établies, (de faim? noyé?, tué par l'ennemi?) dans cette expédition en 1146, sans héritier légitime, laissant la seigneurie d'Ardres à son beau-frère, le futur Arnould IV.
Cette disparition non élucidée donna lieu à une étrange affaire : vers 1176, un faux pèlerin parut à Plancq près de Douai et prétendait être Baudouin d'Ardres. Il fut mis en fuite.
Baudouin n'eut que des enfants illégitimes. Avec Adèle, fille de Raoul d'Ardres, déjà cité, chanoine de Saint-Omer, son grand-oncle naturel, il engendre un fils Gautier d'Ardres dit de Cluse. Il procrée avec une Nathalie, fille de Robert, chanoine de l'église d'Ardres, un fils nommé Simon d'Ardres. Il eut aussi de la même Nathalie, une fille Marguerite qui épousa Guillaume de Guînes, frère du comte de Guînes Baudouin II de Guînes. De ce mariage est né un fils nommé Baudouin de Guînes. Marguerite eut également d'un chanoine de l'église de Thérouanne, nommé Werin, un fils nommé également Werin.

### ArnouldIVd'Ardres (mort vers 1176)
Arnould IV d'Ardres, dit de Colvède ou de Colewide, car primitivement seigneur du lieu situé sur Pihen-lès-Guînes, puis vicomte de Markènes (Marck en Calaisis), par succession de ses frères, accède à la seigneurie d'Ardres en 1146, du fait de son mariage avec Adeline ou Adelvie d'Ardres, fille d'Arnould II et sœur et héritière de Baudouin Ier. Il est le fils d'Elembert Ier, seigneur de Marck et de Colewide, lieutenant ou vicomte du comte de Guînes, d'où le titre de vicomte de Marck, et de sa seconde épouse Adeline de Licques, fille d'Eustache le Vieil, seigneur de Licques. Par son mariage, il devient l'héritier de toute la maison d'Ardres
Il est nommé dans différents chartes de l'abbaye d'Andres. Le nom de sa terre ou vicomté de Marck est retrouvé sous diverses appellations Marcanes, Marcnes, Marckes…
Il est seigneur d'Ardres de 1146 à 1176. Il rend immédiatement hommage à Arnould Ier de Guînes, reçoit le consentement des autres pairs de la baronnie, puis il rend l'hommage à Sibylle d'Anjou, femme de Thierry d'Alsace, comte de Flandre, encore en Palestine, pour relever d'elle l'ensemble des terres reçues de sa femme tant à Ardres que dans la châtellenie de Bruges. Il doit cependant affronter l'hostilité de Baudouin de Vormezeele, ou Varneselle, fils d'Agnès d'Ardres, seigneur de  Varneselle et de Harselle, qui prétend également à la seigneurie, en tant que fils de la fille aînée d'Arnoul II. Adeline d'Ardres, épouse d'Arnould IV et sœur d'Agnès, achète son désistement en lui versant 100 marcs d'argent, d'autant plus qu'Agnès d'Ardres était morte bien avant son frère Baudouin, la succession revenait donc à sa sœur encore vivante Adeline.
Arnould fut un paisible seigneur d'Ardres dont il porta le nom et les armes. Il se qualifie tantôt de vicomte d'Ardres parce qu'il était vicomte de Marck et de Guînes, tantôt d'Arnould d'Ardres, comme dans un titre  de l'abbaye d'Andres.
Vers 1149, il déclare que lui et sa femme ont concédé à l'abbaye de Clairmarais la dîme des terres dépendant de leur ferme de Nieuwerlede (Nieurlet), qu'ils avaient acquise d'Elbodon de Nothoth.
Thierry, abbé de La Chapelle avait introduit des moines de son abbaye dans l'église Saint-omer d'Ardres au lieu des chanoines qui y étaient. Arnould édifie près du moulin de Brasmes (Brêmes) une chapelle avec quelques maisons, et y installe d'autres religieux placés sous l'obéissance d'un prieur nomme Caradocus. Il rattache en 1176 la chapelle qu'il avait fondée au chapitre d'Ardres. Puis transfère les religieux dans la ville d'Ardres avec tous leurs édifices et ordonne qu'ils demeurent près de l'église du cimetière.
Arnould IV construit la forteresse de Colewide (commune actuelle de Pihen-les-Guînes) qui sera détruite en 1214, érige une chapelle dans le château pour laquelle il obtient du chapitre de Thérouanne, avec l'approbation de l'évêque Milon, le droit d'y célébrer le service divin et fait rétablir la tour de l'église paroissiale d'Ardres qui s'écroulait mais se retrouve excommunié car il avait pour le faire confisqué les biens de religieux, notamment de ceux du prieuré d'Ardres donnés par Baudouin d'Ardres à l'abbaye de la Capelle. Il ramène la dépouille d'Arnould III à Ardres. La situation dure trois ans puis Arnould IV se ravise et rend leurs biens aux religieux. Avec son frère Simon, il signe la charte passée par Arnould Ier de Guînes, affranchissant les gens de Saint-Bertin, de toute taxe ou péage lors de leur passage dans le comté de Guînes pour se rendre en Angleterre,. Il donne en 1160 une dîme à Audruicq à l'abbaye de Licques. En 1169, Arnould, appelé vicomte d'Ardres, fait partie de la cour du comte de Flandre, Philippe d'Alsace. À ce titre, il souscrit avec d'autres seigneurs de cette cour, à une donation faite par le comte à l'abbaye de Marchiennes par une charte datée de cette année. À cette même époque, en 1173, il ratifie du consentement d'Adeline sa femme, une donation faite à l'abbaye d'Andres par Clément d'Ardres, du tiers des dîmes que ledit Clément tient de lui en fief à Zouafques : Guillaume II, abbé de Beaulieu en Boulonnais, ratifie cette charte en tant que témoin. Il crée encore une maladrerie (léproserie) ou ladrerie avec une chapelle au hameau de Lostbarne (commune de Louches). Arnould meurt vers 1176 ayant vu son gendre accéder au comté de Guînes. Adeline meurt à la même époque que son mari, est enterrée dans l'abbaye d'Andres.
Arnould IV n'eut qu'une fille Chrétienne (ou Christine) d'Ardres, héritière d'Ardres, de Marck et de Colewide qui fut demandée en mariage pour Baudouin, fils d'Arnould de Gand, comte de Guînes sous le nom d'Arnould Ier de Guînes. Après la mort d'Arnould Ier de Guînes en Angleterre, son fils Baudouin II de Guînes, mari de Chrétienne d'Ardres et donc gendre d'Arnoul IV, devient comte de Guînes.

### BaudouinIIde Guînes (mort en 1205)
Baudouin II de Guînes, comte de Guînes, fils d'Arnould Ier de Guînes et de Mahaut de Saint-Omer, devient seigneur d'Ardres vers 1176, du fait de son mariage avec Chrétienne d'Ardres. Ce mariage va mette fin aux conflits ouverts ou larvés qui empoisonnent les relations entre les comtes de Guînes et les seigneurs d'Ardres depuis un siècle. En 1174, il signe une charte en faveur de l'abbaye de Clairmarais, Wautier d'Ardres, chanoine, et Clément d'Ardres en sont témoins. En 1178, il confirme avec sa femme Chrétienne et leur fils Arnould, futur Arnould V d'Ardres, la donation faite par Clément d'Audinghen, pair du château d'Ardres, d'une portion de la dîme de Zouafques qu'il tient en fief d'Arnould IV, seigneur d'Ardres, et en arrière-fief de Baudouin. Vers 1200, Arnould V est encore présent lors d'un accord passé entre son père Baudouin et l'abbaye de Saint-Bertin, au sujet de désaccords ayant opposé les comtes de Guînes à l'abbaye. Chrétienne d'Ardres meurt à Ardres le 2 juillet 1177, on l'inhume dans l'abbaye d'Andres au pied de sa mère. Baudouin II meurt le 2 janvier 1205 et est enterré à Ardres où il s'était retiré après la mort de sa femme.

### ArnouldVd'Ardres (mort en 1220)
Arnoul V d'Ardres, fils des précédents, est seigneur d'Ardres en 1205 mais principalement comte de Guînes, entré dans l'histoire sous le nom de Arnould II de Guînes. Du vivant de son père, et en tant que futur seigneur d'Ardres, il tente de reprendre à l'abbaye de La Capelle, la possession du prieuré d'Ardres et des biens associés. Des clercs de ses relations, bien en cour à Rome obtiennent des papes Alexandre III, Lucius III, Clément III, des lettres favorables à Arnould, des juges-arbitres sont nommés pour régler le litige. Finalement, après des périodes de tension suivies d'apaisement, en 1207, une bulle du pape Innocent III oblige Arnould à rendre à l'abbaye ses biens à Ardres.
Selon L.-E. de La Gorgue-Rosny, en 1209, le roi de France, Philippe II Auguste prend Ardres et d'autres places et contraint Arnould à signer la paix avec Renaud de Dammartin, comte de Boulogne, contre lequel s'opposait Arnould. Selon le Docteur Deschamps, cet épisode a eu lieu en 1203-1204 à l'époque de Baudouin II mais il parait plus vraisemblable qu'il ait eu lieu à l'époque d'Arnould, lequel avait effectivement de mauvaises relations avec Renaud de Dammartin (voir Arnould II de Guînes). Arnould augmente les fortifications d'Ardres. En 1212, il fait hommage de son comté de Guînes au roi Philippe II Auguste, ce qui le brouille avec le comte de Flandre Ferrand de Flandre. En 1214, Ferrand vient s'emparer d'Ardres mais en est chassé presque aussitôt. Arnould suit Louis VIII en Angleterre en 1215-1216. Il meurt en 1220, est inhumé dans l'abbaye Saint-Médard d'Andres. Il avait épousé Béatrix, châtelaine de Bourbourg, fille aînée et héritière de Gautier, châtelain de Bourbourg et de Mahaut de Béthune (maison de Béthune), également héritière d'Alost à cause de Béatrix de Gand dit d'Alost, son aïeule,. Béatrix de Bourbourg est déposée auprès de son mari à sa mort survenue en 1224.

### BaudouinIIIde Guînes (mort en 1244)
Baudouin III de Guînes, fils des précédents, comte de Guînes, seigneur d'Ardres de 1220 à 1224, châtelain de Bourbourg, se réconcilie avec le comte Ferrand en 1231, meurt en 1244, est inhumé dans l'abbaye Saint-Médard d'Andres. Il avait pris pour femme, en 1220, Mahaut de Fiennes, fille de Guillaume, seigneur de Fiennes et de Tingry, et d'Agnès de Dammartin.

### ArnoulIIIde Guînes
Arnoul III de Guînes, fils des précédents, comte de Guînes, seigneur d'Ardres, châtelain de Bourbourg, rend hommage en 1248 au comte d'Artois Robert Ier d'Artois de son comté de Guînes et de la ville d'Ardres. Il confirme en 1272 les privilèges accordé par ses prédécesseurs aux habitants d'Audruicq et aux échevins de Saint-Omer. Il vend son comté de Guînes, à Philippe III le Hardi, roi de France, en février 1282. Il s'était marié avec Alix de Coucy (maison de Coucy), fille d'Enguerrand III de Coucy, sire de Coucy, de Marle, de La Fère, et de Marie de Montmirail, dame d'Oisy et de Montmirail, sa 3e épouse.

### BaudouinIVde Guînes (mort en 1293)
Baudouin IV de Guînes, fils des précédents, châtelain de Bourbourg, seigneur d'Ardres, d'Auderwic (Audruicq) et de Bredenarde (pays de Bredenarde autour d'Audruicq), cherche à récupérer le comté de Guînes. Un arrêt du Parlement de Paris le déboute du retrait lignager intenté contre le roi. Un autre arrêt de 1293 lui restitue une rente sur les moulins du pays de Bredenarde autour d'Audruicq. Il meurt en 1293. Il avait épousé Catherine de Montmorency (Maison de Montmorency), fille de Mathieu III de Montmorency et de Jeanne de Brienne. Bauduin et sa femme ont été inhumés dans l'abbaye de Lannoy en Picardie.

### Jeanne de Guînes (morte en 1331)
Jeanne de Guînes, fille et héritière des précédents, épouse Jean III de Brienne, comte d'Eu. Son mari va reprendre le procès intenté par Baudouin IV de Guînes afin de récupérer le comté de Guînes, et il va obtenir gain de cause par arrêt du Parlement de Paris en 1295. Jeanne de Guînes meurt en 1331, elle est inhumée auprès de son mari dans l'abbaye de Foucarmont.

### RaoulIerde Brienne (mort en 1345)
Raoul Ier de Brienne, fils des précédents, reçoit de sa mère le comté de Guînes et la terre d'Ardres. Il épouse Jeanne de Mello et décède en 1345.

### RaoulIIde Brienne
Raoul II de Brienne, fils des précédents, hérite le comté de Guînes et Ardres de ses parents. mais en 1350, le roi Jean II le Bon lui confisque toute sa terre de Guînes et la réunit à la couronne tandis qu'il fait décapiter à Paris Raoul II de Brienne.

## Seconde époque
Après les seigneurs d'Ardres de la première époque, sont entrés dans l'histoire plusieurs personnages dits d'Ardres, sans que des liens puissent être établis avec la famille d'origine. La raison de la rupture de famille chez les seigneurs d'Ardres, peut être trouvée dans le sort de la ville qui va changer de mains plusieurs fois : par le traité de Brétigny en 1360, Ardres est cédée aux Anglais. Ils ne la gardent que 17 ans : en 1377, la France, grâce au duc de Bourgogne Philippe II de Bourgogne dit Philippe le Hardi, frère du roi Charles VI, la conquiert. En 1435, le traité d'Arras attribue Ardres aux Bourguignons. En 1482 par le Traité d'Arras, Ardres retourne à la France et devient ensuite le siège d'une forteresse et/ou d'un bailliage pour le compte du roi de France.
Les personnages portant le nom d'Ardres ci-dessous ne sont pas seigneurs du lieu, peut-être sont-ils uniquement originaires d'Ardres. En tout état de cause, les personnages d'Ardres du XIVe et des siècles suivants, n'ont pas laissé de traces notables par rapport à leurs glorieux prédécesseurs de la grande époque de la seigneurie, éclipsés par les baillis d'Ardres.
- Georges d'Ardres, marié vers 1450 à Jeanne de Courteheuse, fille de Guillaume de Courteheuse, dit Le Grand[78].
- Jean d'Ardres, lieutenant du prévôt du Vimeu en 1454[79]. Ce Jean d'Ardres peut être le même que celui, dit conseiller du duc de Bourgogne, qui traite une affaire avec Jean de Sainte-Aldegonde, écuyer, seigneur de Cléry vers 1435[80] ainsi que vers 1444[81], en affaire avec le seigneur de Helfaut vers 1454[81], ou encore le Jean d'Ardre, époux de Peronne de Villers, domicilié à Saint-Omer en 1459 et ayant un litige avec l'abbaye de Corbie[81]. (voir également ci-dessous, à une date proche, Jean d'Ardres, procureur à Amiens en 1452, dans la famille d'Ardres établie à Amiens).
- Jean d'Ardre relève la succession de son père, également dénommé Jean d'Ardre, (probablement, celui ci-dessus) consistant en différents fiefs vers 1457[81].On retrouve Jean d'Ardre, et messire Jean d'Ardre, chevalier, qui comparaissent pour fiefs tenus de la châtellenie de Saint-Omer en 1474[78] et la même année, Jean d'Ardre, dit chevalier, seigneur de Guînes, fils et héritier de Jean d'Ardre[82].
- Guillaume d'Ardre, écuyer, fils de Jean d'Ardre (sans doute celui ci-dessus), paye relief à la châtellenie de Tournehem pour un fief à Nielles-les Ardres[78]. Vers 1476, il reprend la succession de son père, dit Messire Jean d'Ardre, chevalier, seigneur de Guînes et de Premessart, succession dont la composition est très proche de celle que fit Jean d'Ardre ci-dessus vers 1457[83]. Il est retrouvé en 1477, 1481 et 1489[83].
- Messire Jean d'Ardre, chevalier, tient de l'abbaye d'Andres un fief de cinq mesures de terre situé à Zutkerque en 1480[83]. En 1490, Jean d'Ardre est homme de fief de la baronnie de Picquigny[84]. En 1495, Jean d'Ardre, bailly de Picquigny, représente messire Charles d'Ailly, vidame de Picquigny, lors d'une cérémonie en l'église d'Amiens[85]. (voir également ci-dessous, Jean d'Ardre, bailli de l'abbaye du Gard en 1487, dans la famille d'Ardres établie à Amiens).
- Selon L.-E. de La Gorgue-Rosny, Antoine de Bourgogne, dit le grand Bâtard de Bourgogne, aurait possédé Ardres ainsi que le comté de Guînes à la fin du XVe-début du XVIe siècle, ce qui parait douteux, en raison du fait qu'à cette date, le comte de Guînes est Louis II de La Trémoille. En revanche, il peut être mort à Ardres en 1504, comme l'indique cet auteur, sa femme étant originaire de la région[3].
- Gabrielle d'Ardres, mariée vers 1600, à Charles de Haraucourt, baron de Chambly ou Chamblay et de Germiny[86].
- Jacques d'Ardre, fils d'Antoine d'Ardre, greffier de Saint-Josse en 1610[78].

### Famille d'Ardres établie à Amiens
Armes : « D'azur au chevron d'or, accompagné de 3 glands de même ».
- R. d'Ardre, demeurant à Rue en 1209[78].
- Jean d'Ardres, procureur à Amiens en 1452[78]. Il peut être le même personnage que le Jean d'Ardre évoqué ci-dessus aux mêmes dates.
- Jean d'Ardre, bailli de l'abbaye du Gard en 1487[78]. Il peut être le même personnage que le Jean d'Ardre, évoqué ci-dessus, entre 1480 et 1495.
- N. d'Ardre, bailli de Saint-Acheul-les-Amiens (Abbaye de Saint-Acheul) et A. d'Ardre, bailli du Quesnoy-sur-Airaines en 1507[78].
- Antoine d'Ardres, bailli de l'abbaye du Gard en 1516[78].
- Antoine d'Ardres ou Dardre ou Darde, seigneur du Quesnoy et de Pissy en partie, écuyer, maire d'Amiens au XVIe siècle. Fervent partisan du parti catholique contre les protestants dans Amiens après 1560 au moment où l'édit de Romorantin (liste des édits de pacification) amenait une certaine détente en permettant les assemblées des huguenots. Nommé prévôt royal de Beauvaisis à Amiens en 1561 ou au mois de mai 1562 en remplacement de Guillaume le Grand estimé coupable d'être allé à Orléans sans la permission du roi Charles IX, Antoine d'Ardres est nommé en même temps que le mayeur Le Cat était remplacé par François de Canteleu, receveur des finances également dévoué à la cause catholique. Le roi nomma d'office dix nouveaux échevins ce qui donne ainsi une nouvelle majorité à l'échevinage, lequel mène une politique de réaction catholique assez violente. Amiens ne devint pas protestante. Antoine d'Ardres accède ensuite au poste de maire. En tant que chef du parti catholique, il participe aux manifestations destinées à témoigner de la réconciliation proclamée à Amboise (édit d'Amboise, édit de pacification). En 1596, âgé de 64 ans, souvent malade, il obtient d'être déchargé du service de la garde personnelle qu'il assurait depuis ses 20 ans[87]. Antoine d'Ardres avait épousé Anne de Calonne, dame de Feuquerolles (Merlieux-et-Fouquerolles?), fille de Pierre de Calonne, et de Catherine de Feuquerolles, et a pour descendants[78] :

1. Charles d'Ardre, seigneur de Feuquerolles, homme d'armes[78].
2. Marie d'Ardres, demoiselle de Méraumont, épouse en 1575 François de Saisseval, écuyer, seigneur de Pissy, homme d'armes sous Mr. de Brosses[88].

- Charles d'Ardre, seigneur de Feuquerolles, ci-dessus, a pour fils André d'Ardre, allié à Madeleine Heron. André a pour descendants :

1. Charles d'Ardre , écuyer
2. Claude d'Ardre, écuyer.
3. Marie d'Ardre, dame de Feuquerolles, épouse Claude de Saisseval, seigneur de Feuquières[78].

### Seigneurs de Créseques
- Jean d'Ardre, seigneur de Crésecques ou Crésecque (commune actuelle de Louches) en 1477[78].
- Guillaume d'Ardre, vers 1520, se présente comme l'héritier de Jean de Courteheuse, seigneur de Moyecque et de Crésecques[78].
- Flour d'Ardres, seigneur de Creseques (ou Crésecques) en 1543, gouverneur d'Abbeville, colonel du régiment de Picardie, épouse Jeanne Clabaut puis Antoinette de Chepoy, fille de Pierre de Chepoy, chevalier, seigneur d'Eulles, gouverneur d'Ham, fait prisonnier par les gens de l'empereur Charles Quint et emmené en Flandre où il mourut, et de Jeanne de Rubempré. Antoinette de Chepoy était veuve de Nicolas de Bours, seigneur de Gennes et elle épousera en 3e noce Louis de Lannoy, seigneur de Morvilliers, gouverneur de Boulogne et du Boulonnais[89],[78].
- Antoine d'Ardres, écuyer seigneur de Crésecques en 1576[90]. Antoine d'Ardre, relevant a priori de la famille établie à Amiens, seigneur de Crésecques et Vercourt, rejoint la Ligue (Ligue catholique) en 1576[78].
- Antoine d'Ardres, baron de Crésecque, qualifié de bailli souverain d'Ardres dans le compte du receveur de Calais en 1602[87]. Il peut être le même que le précédent. Il est chevalier, baron de Crésecques, Belloy, Vercourt, Lincheux, etc. Il épouse Marguerite de Marsilly. Le couple a deux filles[91] :

1. Françoise d'Ardres, dame de Crésecques, épouse après contrat de mariage le 1er décembre 1611, Philippe de Biencourt, (mort le 14 octobre 1626), fils de Jacques II de Biencourt et de Renée de Fumechon, chevalier, seigneur de Poutrincourt, (commune actuelle de Lanchères), Saint-Maulvis, Fresneville, Epaumesnil, etc, conseiller du roi, bailli d'Ardres et du comté de Guînes[91].
2. Marguerite d'Ardres, baronne de Crésecques, morte en 1637, épouse après contrat de mariage le 14 août 1612, Charles Ier de Biencourt, mort avant le 28 mars 1645, chevalier, frère de Philippe de Biencourt ci-dessus, seigneur de Biencourt, Gamache en partie, Poutrincourt, Chauvincourt, Gubermesnil, Vercourt etc, conseiller maître d'hôtel ordinaire du roi, chevalier de son ordre, écuyer de la grande Écurie, commandant de son Académie, exécuteur testamentaire de son frère aîné Philippe[91].

## Non reliés
- Vers 1084, Waudelmare d'Ardre et Robert de Lotenes donnent à l'abbaye Saint-Médard d'Andres le dîme de leur terre de Campègnes, donation confirmée en 1084 par Gérard, évêque de Thérouanne[62].
- Vers 1100-1200, Henry, seigneur d'Ardres, épouse Adelais de Conteville. Il est le père d'Adélais de Campagne, dame d'Ardres, veuve d'Eustache, seigneur de Cauquielle, et épouse de Raoul de Fiennes, seigneur de Flamerselle[10].

## Pour approfondir